# Sladun, Haskovo
Sladun (în bulgară Сладун) este un sat în comuna Svilengrad, regiunea Haskovo,  Bulgaria. 

## Demografie
Componența etnică a satului Sladun
     Turci (18,35%)
     Bulgari (77,21%)
     Romi (3,79%)
     Nicio identificare (0,63%)
La recensământul din 2011, populația satului Sladun era de 158 locuitori. Din punct de vedere etnic, majoritatea locuitorilor (77,21%) erau bulgari, existând și minorități de turci (18,35%) și romi (3,79%). Pentru 0,63% din locuitori nu este cunoscută apartenența etnică.